# Gli impermeabili
Gli impermeabili (Nederlands: Het ondoordringbare, ook wel regenjas) is een single van Paolo Conte. Het is afkomstig van zijn album Paolo Conte uit 1984, maar verscheen pas in 1987 als single. Het lied vormt een onderdeel van een viertal liedjes (gegevens 2016) over 'Mocambo'. Het werd in Nederland uitgebracht door Ariola. Hij kreeg er een klein hitje mee in Nederland.

## Hitnotering

### Nederlandse Top 40
| Positie: | 37 | 31 | 30 | 39 | uit |

### NederlandseMega Top 50
| Positie: | 60 | 45 | 40 | 40 | 40 | 39 | 49 | 59 | 59 | 99 | uit |

Het haalde de Belgische BRT Top 30 en de voorloper van de Vlaamse Ultratop 30 niet.

### NPO Radio 2 Top 2000
| Nummer met noteringen in de NPO Radio 2 Top 2000 | '09  | '10-'11 | '12  |
| ------------------------------------------------ | ---- | ------- | ---- |
| Gli impermeabili                                 | 1946 | -       | 1721 |

1. ↑  Een '-' betekent dat het nummer niet was genoteerd en een vetgedrukt getal geeft de hoogste notering aan.
2. ↑  2009 was het eerste jaar met een notering voor dit nummer.
3. ↑  Deze tabel is bijgewerkt tot en met de laatste editie (2024).